# 超記瓷器
超記磁廠（Chiu Kee Porcelain)是一間手繪瓷器工廠。店舖位於香港坪洲永興街7號地下。超記瓷器廠是在1900年所創立。全盛時期工人曾多達30人，但中國改革開放後導致工業式微，不少坪洲的瓷器廠結業及遷移內地發展。而超記瓷器都被迫轉型為門市經營。現今瓷器廠仍售賣瓷器及增設興趣班所經營。
2014年，超記瓷器獲遨至PMQ元創方展覽。
2020年，新世界第一渡輪與超記瓷器進行慈善義賣活動。

## 資料來源
1. ↑  . 蘋果日報 (香港). 2018-09-11.[]
2. ↑  . 明報. 2015-12-05.
3. ↑  . 蘋果日報 (香港). 2020-02-29  [2020-03-07]. （原始内容存档于2021-06-21）.
4. ↑  . 經濟通. 2014-08-25.
5. ↑  . 香港01. 2020-01-15  [2020-03-07]. （原始内容存档于2021-07-23）.

## 外部連結
坪洲超記瓷器& Winus Lee mini ceramic workshop facebook專頁

## 參看
廣彩